# فيكتور زفونكا
فيكتور زفونكا (15 نوفمبر 1951 في فرنسا - ) (بالفرنسية: Victor Zvunka)‏ هو مدرب كرة قدم ولاعب كرة قدم فرنسي في مركز الدفاع. شارك مع منتخب فرنسا لكرة القدم. أما مع النوادي، فقد لعب مع أولمبيك مارسيليا وراسينغ كولومب وستاد لافال ونادي ميتز.

## روابط خارجية
- فيكتور زفونكا على موقع قاعدة بيانات كرة القدم.إي يو (الإنجليزية)
- فيكتور زفونكا على موقع ليكيب (الفرنسية)
- فيكتور زفونكا على موقع ناشيونال فوتبول تيمز (الإنجليزية)
- فيكتور زفونكا على موقع Soccerway.com (الإنجليزية)
- فيكتور زفونكا على موقع عالم كرة القدم.نت (الإنجليزية)
- فيكتور زفونكا على موقع GSA (الإنجليزية)